# Список синглов № 1 в США в 1964 году (Billboard)
Список синглов № 1 в США в 1964 году — включает синглы, возглавлявшие главный хит-парад Северной Америки в 1964 году. Составляется редакцией старейшего музыкального журнала США Billboard и поэтому называется Billboard Hot 100 («Горячая Сотня» журнала Billboard).

## История
- Первый рекорд. Шесть синглов группы The Beatles возглавляли хит-парад США в 1964 году: «I Want to Hold Your Hand», «She Loves You», «Can't Buy Me Love», «Love Me Do», «A Hard Day’s Night» и «I Feel Fine»[1]. «I Want to Hold Your Hand» стал их первым из 20 чарттопперов[3].
- Второй рекорд. 10 недель подряд The Beatles находились одновременно на № 1 и № 2 в хит-параде США Hot 100, что не удалось сделать никому. 22 февраля 1964 года «I Want to Hold Your Hand» занял № 1, а «She Loves You» поднялся с 3 на 2-е место. Два верхних места эти две песни занимали до 25 апреля 1964, то есть 4 недели подряд. Затем он поменялись местами и ещё 2 недели были там. Затем ещё 4 недели на первых двух местах просидели синглы «Can’t Buy Me Love» (№ 1) и «Twist and Shout» (№ 2)[4].
- Третий рекорд. Впервые сразу три девичьи группы возглавляли чарт Hot 100 за один календарный 1964-й год: Dixie-Cups, Supremes и Shangri-Las. Ранее в 1961 году две женские группы Shirelles и Marvelettes имели хиты на позиции № 1, в 1962 это были группы Shirelles и Crystals; в 1963 это Chiffons и Angels. С 1965 по 1969, группа Supremes была единственной женской группой с хитами на вершине хит-парад США. В 1970 никому из них это сделать не удалось, а в июне 1971 года на № 1 взошла Honey Cone. В следующие 15 лет только трём женским группам удавалось подняться на первое место: Labelle, Silver Convention и The Emotions. В 1975 году ими стали Labelle («Lady Marmalade») и Silver Convention («Fly Robin Fly»), а в 1986 году: группа Bananarama с их хитом № 1 «Venus», а спустя три месяца группа The Bangles с чарттоппером «Walk Like An Egyptian»[5].
- 19 декабря чарт на возглавил сингл «Come See About Me» группы The Supremes, который стал их третьим в году чарттоппером в Billboard Hot 100 после двух первых: «Where Did Our Love Go» и «Baby Love»[6].
- 9 мая Луи Армстронг с песней «Hello, Dolly!» возглавил хит-парад и смог остановить 14-недельное лидерство «Битлз». Армстронг (которого Эд Салливан в колонке New York Daily News от 15 мая 1964 года похвалил за «знаменитый гравийно-бархатный голос») добавил: «Ужасно приятно быть там, среди всех этих Beatles». Тем временем «Битлз» ответили взаимностью, отметил Риккарди, сыграв «Hello, Dolly!» — на казу — в праздничном послании 1964 года[7][8].

## Список
| Дата        | Песня                         | Артист(ы)        | Ссылка |
| ----------- | ----------------------------- | ---------------- | ------ |
| 4 января    | «There! I've Said It Again»   | Бобби Винтон     | [ 9 ]  |
| 11 января   | «There! I've Said It Again»   | Бобби Винтон     | [ 10 ] |
| 18 января   | «There! I've Said It Again»   | Бобби Винтон     | [ 11 ] |
| 25 января   | «There! I've Said It Again»   | Бобби Винтон     | [ 12 ] |
| 1 февраля   | «I Want to Hold Your Hand»    | The Beatles      |        |
| 8 февраля   | «I Want to Hold Your Hand»    | The Beatles      |        |
| 15 февраля  | «I Want to Hold Your Hand»    | The Beatles      |        |
| 22 февраля  | «I Want to Hold Your Hand»    | The Beatles      |        |
| 29 февраля  | «I Want to Hold Your Hand»    | The Beatles      |        |
| 7 марта     | «I Want to Hold Your Hand»    | The Beatles      |        |
| 14 марта    | «I Want to Hold Your Hand»    | The Beatles      |        |
| 21 марта    | «She Loves You»               | The Beatles      |        |
| 28 марта    | «She Loves You»               | The Beatles      |        |
| 4 апреля    | «Can't Buy Me Love»           | The Beatles      |        |
| 11 апреля   | «Can't Buy Me Love»           | The Beatles      |        |
| 18 апреля   | «Can't Buy Me Love»           | The Beatles      |        |
| 25 апреля   | «Can't Buy Me Love»           | The Beatles      |        |
| 2 мая       | «Can't Buy Me Love»           | The Beatles      |        |
| 9 мая       | «Hello, Dolly!»               | Луи Армстронг    |        |
| 16 мая      | «My Guy»                      | Mary Wells       |        |
| 23 мая      | «My Guy»                      | Mary Wells       |        |
| 30 мая      | «Love Me Do»                  | The Beatles      |        |
| 6 июня      | «Chapel of Love»              | The Dixie Cups   |        |
| 13 июня     | «Chapel of Love»              | The Dixie Cups   |        |
| 20 июня     | «Chapel of Love»              | The Dixie Cups   |        |
| 27 июня     | «A World Without Love»        | Peter and Gordon |        |
| 4 июля      | «I Get Around»                | The Beach Boys   |        |
| 11 июля     | «I Get Around»                | The Beach Boys   |        |
| 18 июля     | «Rag Doll»                    | The Four Seasons |        |
| 25 июля     | «Rag Doll»                    | The Four Seasons |        |
| 1 августа   | «A Hard Day’s Night»          | The Beatles      |        |
| 8 августа   | «A Hard Day’s Night»          | The Beatles      |        |
| 15 августа  | «Everybody Loves Somebody»    | Дин Мартин       |        |
| 22 августа  | «Where Did Our Love Go»       | The Supremes     |        |
| 29 августа  | «Where Did Our Love Go»       | The Supremes     |        |
| 5 сентября  | «The House of the Rising Sun» | The Animals      |        |
| 12 сентября | «The House of the Rising Sun» | The Animals      |        |
| 19 сентября | «The House of the Rising Sun» | The Animals      |        |
| 26 сентября | «Oh, Pretty Woman»            | Рой Орбисон      |        |
| 3 октября   | «Oh, Pretty Woman»            | Рой Орбисон      |        |
| 10 октября  | «Oh, Pretty Woman»            | Рой Орбисон      |        |
| 17 октября  | «Do Wah Diddy Diddy»          | Manfred Mann     |        |
| 24 октября  | «Do Wah Diddy Diddy»          | Manfred Mann     |        |
| 31 октября  | «Baby Love»                   | The Supremes     |        |
| 7 ноября    | «Baby Love»                   | The Supremes     |        |
| 14 ноября   | «Baby Love»                   | The Supremes     |        |
| 21 ноября   | «Baby Love»                   | The Supremes     |        |
| 28 ноября   | «Leader of the Pack»          | The Shangri-Las  |        |
| 5 декабря   | «Ringo»                       | Lorne Greene     |        |
| 12 декабря  | «Mr. Lonely»                  | Бобби Винтон     |        |
| 19 декабря  | «Come See About Me»           | The Supremes     |        |
| 26 декабря  | «I Feel Fine»                 | The Beatles      |        |